# Carnival Pride
Carnival Pride é um navio de cruzeiro da Classe Spirit, de propriedade da Carnival Corporation & PLC, operado pela Carnival Cruise Lines.
O Pride é um dos navios de cruzeiro de uma série de novos transatlânticos tipo Panamax adquiridos pela Carnival Corporation para a sua operadora norte-americana Carnival Cruise Lines e a italiana Costa Crociere.

## Facilidades e acomodações
O Carnival Players Club é o completo cassino do navio, aonde também é disputado o torneio PokerPro Challenge de poquer.
Da cozinha Carnival Cuisine', são servidas as refeições formais nos dois principais restaurantes do navio, o Main Seating Dining e o Supper Club.
A atração noturna fica por conta dos onze bares do navio.
O Oasis Escape, Pamper, Spa Services e  Cloud 9 Spa, além das piscinas e pista para caminhada são as facilidades na area de esporte e lazer.
As cabines estão posicionadas em sua maioria voltadas para a parte externa da embarcação, e muitas delas possuem varanda individual.
O navio opera na região do Caribe, com escalas regulares nos portos da região, passando pelo Panamá e chegando até Cartagena na Colombia.

## Motorização
O navio possui duas hélices movidas por 2 sistemas diesel-elétrico com potência de 62.370 kW cada, impulsionados por 6 motores diesel Wärtsilä 9L46D.